# Río Ypané
El Ypané es un río de Paraguay, que discurre en sentido este - oeste hasta desembocar en el río Paraguay. Nace en la cordillera de Amambay, en sus primeros kilómetros de recorrido discurre a través del departamento de Amambay y luego constituye el límite natural entre los departamentos de Concepción y San Pedro, desemboca en el río Paraguay justo al sur de la ciudad de Concepción.
Sus principales afluentes son los ríos Ypané-Mi, Guazú y Cagata.
- Datos: Q8059442